# Ищенко, Виталий Павлович
Виталий Павлович Ищенко (5 октября 1904 — ?) — советский партийный деятель.

## Биография
Родился 5 октября 1904 года в посёлке Воронцово (ныне в черте города Днепр).

### Образование
- Днепропетровский вечерний техникум
- Заочная школа советского и партийного строительства
- Курсы переподготовки при ЦК ВКП(б)(1949)

### Деятельность
В 1930—1934 — в Агитационно-пропагандистском отделе районного комитета Компартии Украины, секретарь комитета ВКП(б) сахарозавода, заместитель председателя районной Партийной комиссии Компартии Украины, контроллер Народного комиссариата снабжения СССР по Сумской области.
В 1934—1936 — директор Рубанского совхоза в Черниговской области.
В 1936 — 01.1939 — директор Чупахинского совхоза на Харьковщине.
С 17.01.1939 по 01.1940 — председатель Организационного комитета Президиума Верховного Совета Украинской ССР по Кировоградской области.
С 01.1940 по 02.1949 — председатель Исполкома Кировоградского областного Совета.
В 1941—1943 — принимал участие в Великой Отечественной войне.
С 02.1949 — работал на руководящих должностях на Житомирщине.

## Награды
- орден Ленина (23.1.1948)
- орден Трудового Красного Знамени (07.02.1939)
- Орден Отечественной войны I степени
- орден Красной Звезды (26.08.1943)
- орден «Знак Почёта» (21.02.1942)
- медали